# Dr. Franken
Dr. Franken är ett Game Boy- och SNES-spel utvecklat av Elite Systems. SNES-versionen kallades The Adventures of Dr. Franken i USA. Huvudfiguren är Franky, ett Frankensteins monster som skall leta efter sin flickväns utspridda kropp.
Prototyp-versioner till NES och Sega Game Gear utvecklades också, men släpptes aldrig officiellt.

### Fotnoter
1. ↑  Scythemantis. ”Adventures of Dr. Franken”. Bogleech.com. Arkiverad från originalet den 2 april 2014. https://web.archive.org/web/20140402091501/http://www.bogleech.com/snes-franken.html. Läst 23 april 2014.
2. ↑  ”Dr. Franken demo for Game Gear”. http://www.smspower.org/forums/viewtopic.php?t=13173. Läst 23 april 2014.